# 2016 en basket-ball
Chronologie du basket-ball
2015 en basket-ball - 2017 en basket-ball
Les faits marquants de l'année 2016 en basket-ball

## Événements

### Février
- 14 février : All-Star Game NBA à Toronto

### Mars
- 11 et 12 mars : Tours préliminaires de la 41e édition de la Coupe d'Europe des clubs de basket-ball en fauteuil roulant.

### Avril
- du 22 au 24 avril : finales des EuroCoupes 2e, 3e et 4e division en handibasket (Coupe Vergauwen, Coupe Brinkmann et Challenge Cup).

### Mai
- du 6 au 8 mai : 41e édition de la Coupe d'Europe des clubs de basket-ball en fauteuil roulant à Zwickau en Allemagne (1re division).

## Palmarès des sélections nationales

### Basket-ball à 5
| Lieu                    | Compétition                   | Médaille d'or, Coupe du Monde | Médaille d'argent, Coupe du Monde | Médaille de bronze, Coupe du Monde |
| Compétitions masculines | Compétitions masculines       | Compétitions masculines       | Compétitions masculines           | Compétitions masculines            |
| ----------------------- | ----------------------------- | ----------------------------- | --------------------------------- | ---------------------------------- |
|                         | Jeux olympiques               | États-Unis                    | Serbie                            | Espagne                            |
|                         | Jeux paralympiques            | États-Unis                    | Espagne                           | Grande-Bretagne                    |
|                         | Championnat d'Europe U20      | Espagne                       | Lituanie                          | Turquie                            |
|                         | Championnat d'Afrique U18     | Angola                        | Égypte                            | Mali                               |
|                         | Championnat des Amériques U18 | États-Unis                    | Canada                            | Brésil                             |
|                         | Championnat d'Asie U18        | Iran                          | Japon                             | Corée du Sud                       |
|                         | Championnat du monde U17      | États-Unis                    | Turquie                           | Lituanie                           |
|                         | Championnat d'Europe U16      | Espagne                       | Lituanie                          | Turquie                            |
| Compétitions féminines  |                               |                               |                                   |                                    |
|                         | Jeux olympiques               | États-Unis                    | Espagne                           | Serbie                             |
|                         | Jeux paralympiques            | États-Unis                    | Allemagne                         | Pays-Bas                           |
|                         | Championnat d'Europe U20      | Espagne                       | Italie                            | Russie                             |
|                         | Championnat des Amériques U18 | États-Unis                    | Canada                            | Brésil                             |
|                         | Championnat d'Europe U18      | France                        | Espagne                           | Russie                             |
|                         | Championnat du monde U17      | Australie                     | Italie                            | États-Unis                         |
|                         | Championnat d'Europe U16      | Espagne                       | Allemagne                         | France                             |

## Palmarès des clubs
| Pays                         | Compétition                           | Vainqueur                    | Finaliste                        | Résultat                     |
| Compétitions internationales | Compétitions internationales          | Compétitions internationales | Compétitions internationales     | Compétitions internationales |
| ---------------------------- | ------------------------------------- | ---------------------------- | -------------------------------- | ---------------------------- |
| Europe                       | Euroligue (C1)                        | CSKA Moscou                  | Fenerbahçe Ülker Istanbul        | 101-96                       |
| Europe                       | EuroCoupe (C2)                        | Galatasaray Istanbul         | Strasbourg IG                    | 62-*66 ; *78-67              |
| Europe                       | FIBA EuropeCup (C3)                   | Francfort Skyliners          | Pallacanestro Varese             | 66-62                        |
|                              | Adriatic League                       | Étoile rouge de Belgrade     | KK Mega Leks                     | [3-0]                        |
|                              | VTB United League                     | CSKA Moscou                  | UNICS Kazan                      | [3-1]                        |
|                              | Ligue baltique                        | KK Šiauliai                  | Tartu Rock                       | [2-0]                        |
|                              | Coupe d'Asie des clubs champions      | Xinjiang Flying Tigers       | Riyadi Club Beyrouth             | 96-88                        |
|                              | Coupe arabe des clubs champions       |                              |                                  |                              |
|                              | Coupe d’Afrique des clubs champions   |                              |                                  |                              |
| Compétitions nationales      |                                       |                              |                                  |                              |
|                              | National Basketball Association       | Cavaliers de Cleveland       | Warriors de Golden State         | [4-3]                        |
|                              | NCAA                                  | Wildcats de Villanova        | Tar Heels de la Caroline du Nord | 77-74                        |
|                              | Liga Nacional de Básquet              | San Lorenzo                  | Club La Unión                    | [4-0]                        |
|                              | National Basketball League            | Perth Wildcats               | New Zealand Breakers             | [2–1]                        |
|                              | Championnat de Belgique               | BC Telenet Oostende          | Okapi Aalstar                    | [3-1]                        |
|                              | Chinese Basketball Association        | Sichuan Blue Whales          | Liaoning Flying Leopards         | [4-1]                        |
|                              | A1 liga Ožujsko                       | KK Cedevita                  | Cibona Zagreb                    | [3-0]                        |
|                              | Championnat de République tchèque     | ČEZ Basketball Nymburk       | BK Děčín                         | [3-0]                        |
|                              | Eredivisie                            | Donar Groningen              | Landstede Basketbal              | [4-1]                        |
|                              | Pro A                                 | ASVEL Lyon-Villeurbanne      | Strasbourg IG                    | [3-2]                        |
|                              | Basketball-Bundesliga                 | Brose Baskets                | Ratiopharm Ulm                   | [3-0]                        |
|                              | HEBA                                  | Olympiakós Le Pirée          | Panathinaïkós Athènes            | [3-1]                        |
|                              | Championnat d’Iran                    |                              |                                  |                              |
|                              | Ligue israélienne de basket-ball      | Maccabi Rishon LeZion        | Hapoël Jérusalem                 | 83-77                        |
|                              | Serie A                               | Olimpia Milan                | Pallacanestro Reggiana           | [4-2]                        |
|                              | Lietuvos Krepšinio Lyga               | Žalgiris Kaunas              | Klaipėdos Neptūnas               | [4-1]                        |
|                              | Prva Liga                             | KK Budućnost Podgorica       | KK Mornar Bar                    | [3-1]                        |
|                              | Philippine Basketball Association     | San Miguel Beermen           | Alaska Aces                      | [4-3]                        |
|                              | Dominet Bank Ekstraliga               | Stelmet Zielona Góra         | Rosa Radom                       | [4-0]                        |
|                              | Superligue                            |                              |                                  |                              |
|                              | Naša Sinalko Liga                     | Étoile rouge de Belgrade     | KK Partizan Belgrade             | [3-1]                        |
|                              | UPC Telemach                          | KK Domžale                   | KK Laško                         | [3-1]                        |
|                              | Liga ACB                              | Real Madrid                  | FC Barcelone                     | [3-1]                        |
|                              | Championnat de Turquie de basket-ball | Fenerbahçe Ülker             | Anadolu Efes                     | [4-2]                        |
|                              | Championnat d’Ukraine                 | BC Dnipro Dnipropetrovsk     | BK Boudivelnyk Kiev              | [3-0]                        |
|                              | British Basketball League             | Sheffield Sharks             | Leicester Riders                 | 84-77                        |

| Pays                         | Compétition                                    | Vainqueur                      | Finaliste                    | Résultat                     |
| Compétitions internationales | Compétitions internationales                   | Compétitions internationales   | Compétitions internationales | Compétitions internationales |
| ---------------------------- | ---------------------------------------------- | ------------------------------ | ---------------------------- | ---------------------------- |
| Europe                       | Euroligue (C1)                                 | UMMC Iekaterinbourg            | Nadejda Orenbourg Region     | 72-69                        |
| Europe                       | EuroCoupe (C2)                                 | Tango Bourges Basket           | ESB Villeneuve-d'Ascq        | 51-*40 ; *54-53              |
|                              | Ligue adriatique                               |                                |                              |                              |
|                              | Ligue baltique                                 |                                |                              |                              |
| Compétitions nationales      |                                                |                                |                              |                              |
|                              | Women's National Basketball Association (WNBA) | Sparks de Los Angeles          | Lynx du Minnesota            | [3-2]                        |
|                              | NCAA                                           | Huskies du Connecticut         | Orange de Syracuse           | 82-51                        |
|                              | Women's National Basketball League             |                                |                              |                              |
|                              | Championnat de Belgique                        |                                |                              |                              |
|                              | Championnat de Croatie                         |                                |                              |                              |
|                              | Championnat de République tchèque              | USK Prague                     | DSK Basketball Nymburk       |                              |
|                              | Liga Femenina de Baloncesto                    | Perfumerias Avenida Salamanque | Uni Gérone CB                | [2-1]                        |
|                              | Ligue féminine de basket                       | Lattes-Montpellier             | Tango Bourges Basket         | [2-1]                        |
|                              | Championnat de Grèce                           | Olympiakós Le Pirée            | Panathinaïkos Athènes        | [4-0]                        |
|                              | Championnat de Hongrie                         | UNIQA Sopron                   | UNI Győr                     | [3-0]                        |
|                              | LegA Basket Femminile                          |                                |                              |                              |
|                              | LSBL Championships                             |                                |                              |                              |
|                              | LMKL                                           | Hoptrans-Sirenos Kaunas        | KK Sūduva Marijampolė        | [3-1]                        |
|                              | TBBL                                           |                                |                              |                              |
|                              | Montenegro League                              | ŽKK Budućnost Podgorica        | KK Lovćen Cetinje            | [2-0]                        |
|                              | Polska Liga Koszykówki Kobiet                  |                                |                              |                              |
|                              | Superligue                                     |                                |                              |                              |
|                              | A League                                       | ŽKK Radivoj Korać Belgrade     | Étoile rouge de Belgrade     | [3-0]                        |

| Pays                         | Compétition                           | Vainqueur                    | Finaliste                    | Résultat                     |
| Compétitions internationales | Compétitions internationales          | Compétitions internationales | Compétitions internationales | Compétitions internationales |
| ---------------------------- | ------------------------------------- | ---------------------------- | ---------------------------- | ---------------------------- |
| Europe                       | Coupe des Clubs champions (EuroCup 1) | CD Ilunion Madrid            | RSV Lahn-Dill                | 71-45                        |
| Europe                       | Coupe André Vergauwen (EuroCup 2)     | RSB Thüringia Bulls          | BG Baskets Hamburg           | 79-49                        |
| Europe                       | Coupe Willi Brinkmann (EuroCup 3)     | CID Casa Murcia Getafe       | DECO Amicacci Giulianova     | 83-57                        |
| Europe                       | Challenge Cup (EuroCup 4)             | BSR Amiab Albacete           | Bidaideak Bilbao BSR         | 82-63                        |
| Compétitions nationales      |                                       |                              |                              |                              |
|                              | RBBL                                  | RSB Thüringia Bulls          | RSV Lahn-Dill                | [2-0]                        |
|                              | Nationale A (NA)                      | Hyères HC                    | CS Meaux Handibasket         |                              |
|                              | Coupe de France                       | Hornets Le Cannet            | Hyères HC                    | 71-70ap                      |

* : Score de l'équipe évoluant à domicile